# دبیرخانه هیئت دولت (ژاپن)

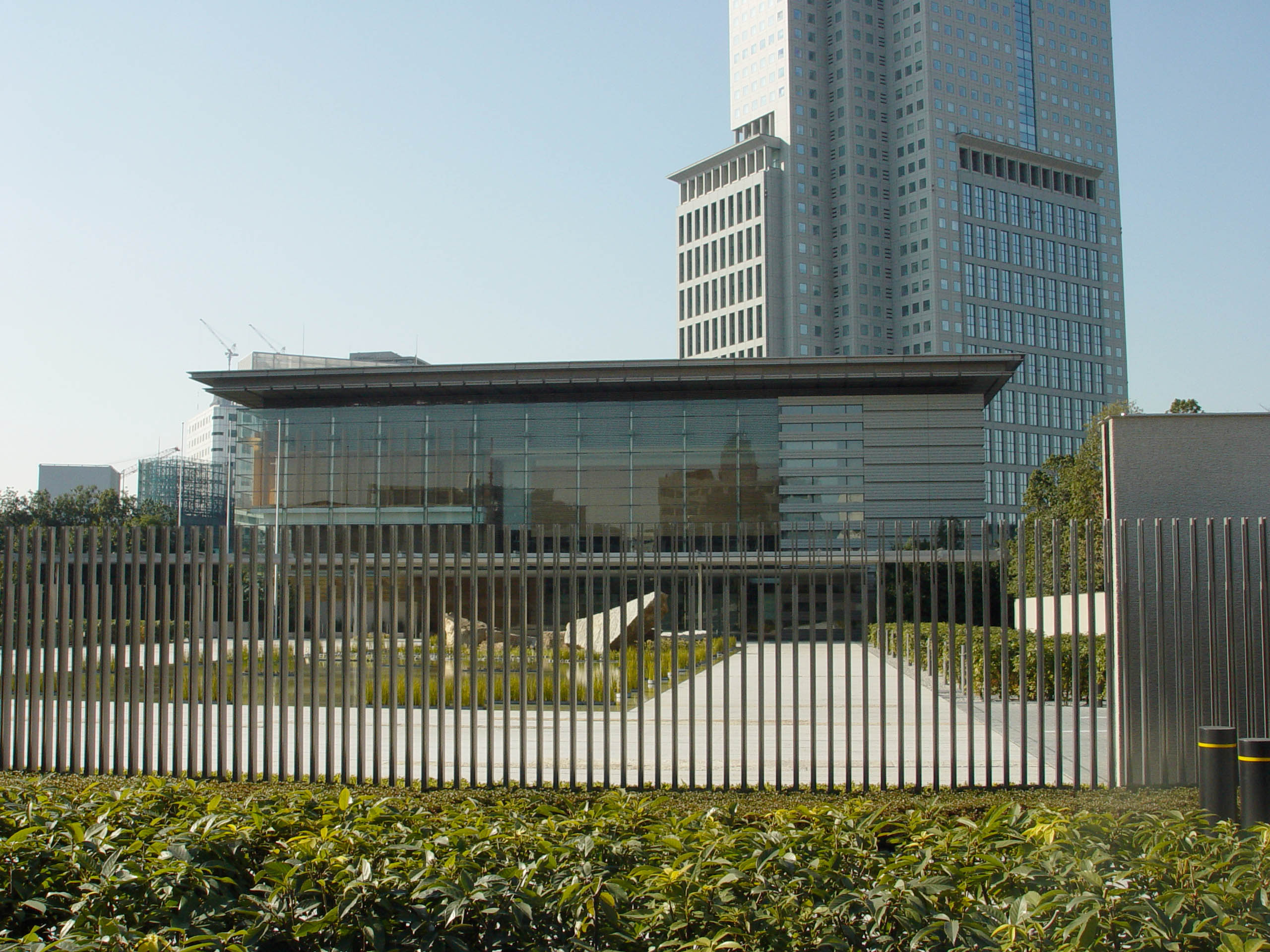
دبیرخانه کابینه مسئول اقامتگاه رسمی نخست‌وزیر (Kantei) است

دبیرخانه هیئت دولت (内閣官房 Naikaku-kanbō) یک آژانس در دولت ژاپن است که به ریاست وزیر ارشد کابینه اداره می‌شود. دبیرخانه روابط عمومی هیئت دولت (کابینه) را سازماندهی می‌کند، وزارتخانه‌ها و سازمان‌ها را هماهنگ می‌کند، برای دولت اطلاعات جمع‌آوری می‌کند و سایر کارهای متفرقه برای کابینه، از جمله دفتر نخست‌وزیر (Kantei) و محل اقامت (Kōtei) را سازمان می‌دهد.

## سازمان
- دبیر ارشد کابینه
  - ۳ معاون دبیر ستاد وزیران
    - ۳ دستیار دبیر ستاد وزیران
    - ۴ رئیس بخش جداگانه در: دفتر روابط عمومی کابینه، دفتر اطلاعات و تحقیقات کابینه، دبیرخانه امنیت ملی و دفتر امور کابینه[۲]
- دفتر سیاستگذاری فناوری اطلاعات
- ستاد ارتقا اصلاحات اداری
- دفتر آمادگی و پاسخ به بیماری‌های آنفلوانزای همه گیر و بیماری‌های جدید عفونی
- دفتر سیاست گذاری جامع
- دفتر روابط عمومی کابینه
- مرکز ملی آمادگی وقایع و استراتژی امنیت سایبری[۳]
- ستاد راهبردی امنیت سایبری